# 泰来坊
泰来坊是中華人民共和國上海市普陀區的一個住宅區，也是一個石库门里弄，位于江宁路澳门路西南角（江宁路1325—1361弄）。这里的每条弄堂里都只有双号門牌號。泰来坊於1930年由新仁纪营造厂业主何绍建出资建造。这里的建筑以砖木结构為主。坐北朝南，有平行的砖木结构二层楼房4幢、三层2幢、二层店面楼房1幢，占地约3200平方米，建筑面积约4600平方米。1335弄、1345弄和1353弄口各有牌楼式里坊门一座。